# Pinerolo
Pinerolo é uma comuna italiana da região do Piemonte, província de Turim, com cerca de 33.269 habitantes. Estende-se por uma área de 50 km², tendo uma densidade populacional de 665 hab/km². Faz fronteira com Cumiana, Pinasca, Frossasco, San Pietro Val Lemina, Roletto, Piscina, Scalenghe, Porte, Buriasco, San Secondo di Pinerolo, Osasco, Macello, Garzigliana.

## Demografia
| Variação demográfica do município entre 1861 e 2011                               |
|                                                                                   |
| Fonte: Istituto Nazionale di Statistica (ISTAT) - Elaboração gráfica da Wikipedia |